# Neuvrees
Neuvrees ist ein Ortsteil der Stadt Friesoythe im niedersächsischen Landkreis Cloppenburg.

## Geografie

### Geografische Lage
Neuvrees liegt im Hümmling.

### Nachbargemeinden
Im Westen befindet sich Gehlenberg, südlich grenzt Neuvrees an den Eleonorenwald und die Gemeinde Vrees, die zur Samtgemeinde Werlte im Landkreis Emsland gehört.

## Geschichte

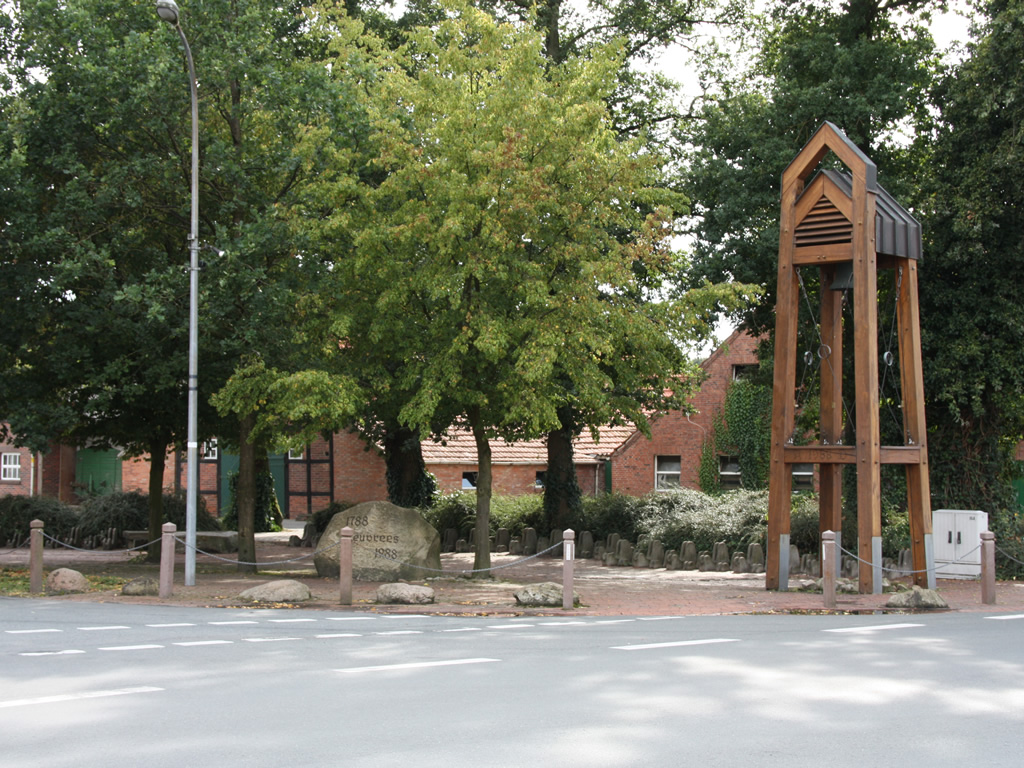
Glockenturm
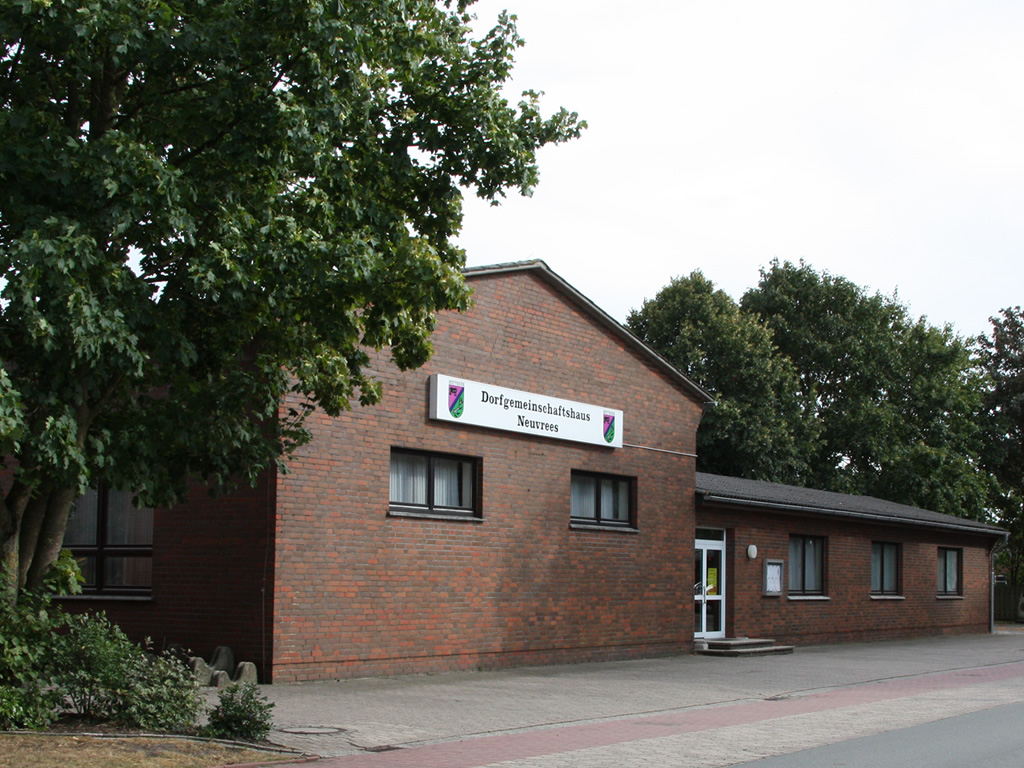
Dorfgemeinschaftshaus
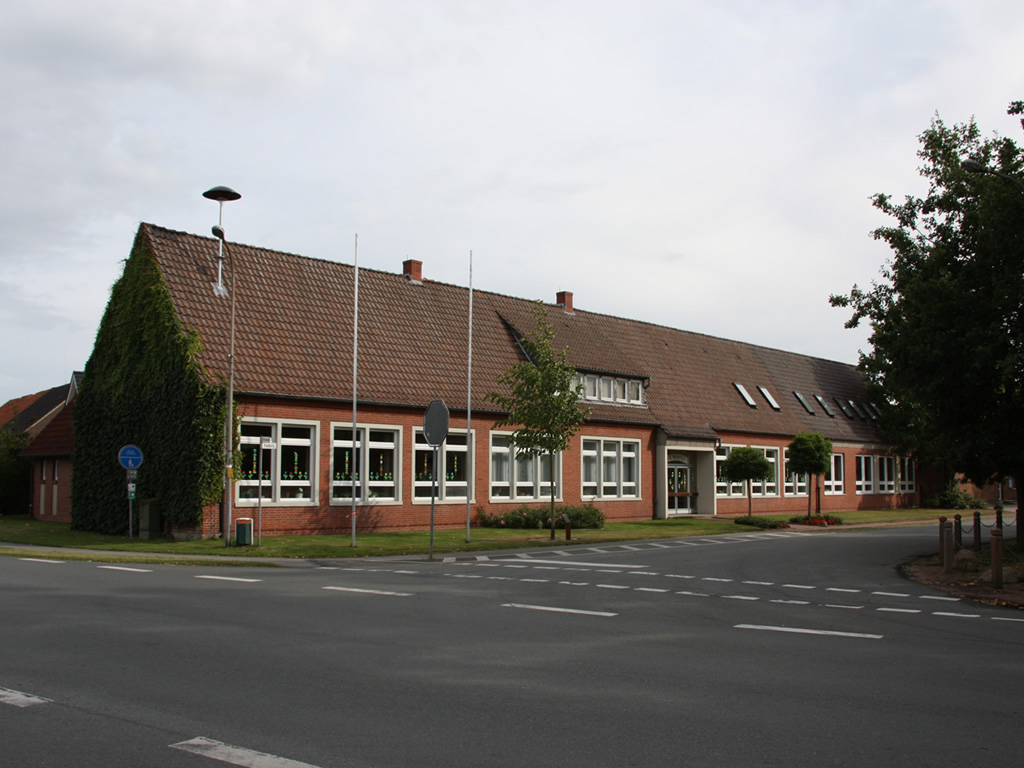
Grundschule
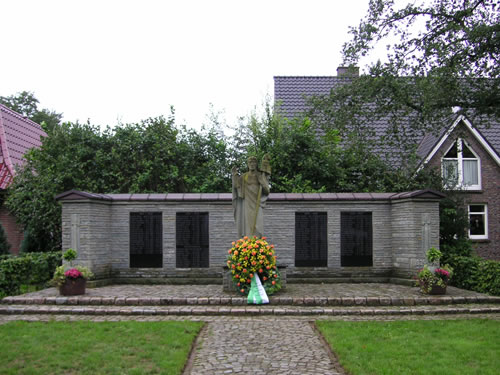
Kriegerdenkmal

Die Ortschaft Neuvrees, einst eine Kolonie im Landschaftsgebiet des Nordhümmlings, besteht seit 1788.
Nach dem Zweiten Weltkrieg musste neben anderen Orten im westlichen Emsland auch Neuvrees geräumt werden, um zivile Polen unterzubringen, die nicht in ihre von Russen besetzte Heimat zurückkehren wollten. Innerhalb der britischen Besatzungszone entstand eine polnische Besatzungszone, zu der auch Neuvrees gehörte. Der vom 27. Mai 1945 bis zum Dezember 1946 besetzte Ort trug in dieser Zeit den polnischen Namen „Kacperkowo“. Die polnischen Bewohner richteten auch die bis heute existierende sogenannte „Polenkirche“ ein.
Bis zur niedersächsischen Gebietsreform, die am 1. März 1974 in Kraft trat, war Neuvrees eine selbstständige Gemeinde im Landkreis Aschendorf-Hümmling. Danach wurde Neuvrees ein Ortsteil der heutigen Stadt Friesoythe.
Der derzeitige Ortsvorsteher ist Fabian Rolfes.

### Einwohnerentwicklung
| Jahr:          | 1842 | 1871 | 1905 | 1910 | 1925 | 1933 | 1939 | 1950 | 1956 | 1961 | 1970 | 1980 | 1987 | 2007 | 2009 | 2011 | 2014 | 2018 | 2021  |
| Einwohnerzahl: | 375  | 474  | 493  | 538  | 588  | 628  | 635  | 745  | 707  | 728  | 838  | 847  | 849  | 982  | 969  | 957  | 909  | 932  | 1.025 |

### Ehemalige Bauernschaftsvorsteher bzw. Bürgermeister
| Amtszeit  | Name                      |
| --------- | ------------------------- |
| 1826–1835 | Christian Holtmann        |
| 1835–1844 | Gerhard Hermann Jansen    |
| 1844–1847 | Jan Rudolf Werdelmann     |
| 1847–1854 | Anton Banemann            |
| 1854–1857 | Johann Heinrich Hüls      |
| 1857–1866 | Casper Dockters           |
| 1866–1872 | Gerhard Heinrich Robbers  |
| 1872–1890 | Johann Bernhard Janßen    |
| 1890–1908 | Hermann Heinrich Holtmann |
| 1908–1919 | Hermann Bischof           |
| 1919–1922 | Eilert Hermann Abeln      |
| 1922–1929 | Gerhard Heinrich Untiedt  |
| 1929–1930 | Nikolaus Stricker         |
| 1930–1945 | Gerhard Bruns             |
| 1945–1946 | Wilhelm Bischof           |
| 1946–1961 | Hermann Wilken            |
| 1961–1974 | Wenzel Rolfes             |

## Vereine
In Friesoythe-Neuvrees sind Vereine auf verschiedenen Metiers aktiv. So besitzt der Ortsteil den Brieftaubenzuchtverein „Heimatliebe“ Gehlenberg-Neuvrees, den Handel- und Gewerbeverein Gehlenberg-Neuvrees-Neulorup und den Heimatverein Gehlenberg-Neuvrees-Neulorup. Speziell für Frauen wurde der Landfrauenverein Gehlenberg-Neuvrees-Hilkenbrook im Februar 1966 gegründet, für Männer gibt es den 1876 gegründeten Männergesangverein „Fidelitas“ Gehlenber. Für den Nachwuchs und die Jugend sind im Ort die Mutter-Kind-Gruppe Neuvrees und der Ortsjugendring Gehlenberg-Neuvrees ansässig. Für die Entwicklung Neuvress' wurde der Ortsverschönerungsverein Neuvrees ins Leben gerufen. Die 1983 gegründete Jugendschützenkapelle Neuvrees e. V. besitzt 48 Mitglieder. Des Weiteren existiert der Schützenverein Neuvrees e. V., der seine Gründungsversammlung am 8. Juli 1906 hatte sowie im Sportbereich der Sportanglergruppe Gehlenberg-Neuvrees und der Sportverein Gehlenberg-Neuvrees e. V., der die Sportarten Fußball, Tischtennis, Seniorensport, Freizeitsport, Gesundheitssport und Kinderturnen anbietet.

## Wisent Auswilderungsprojekt

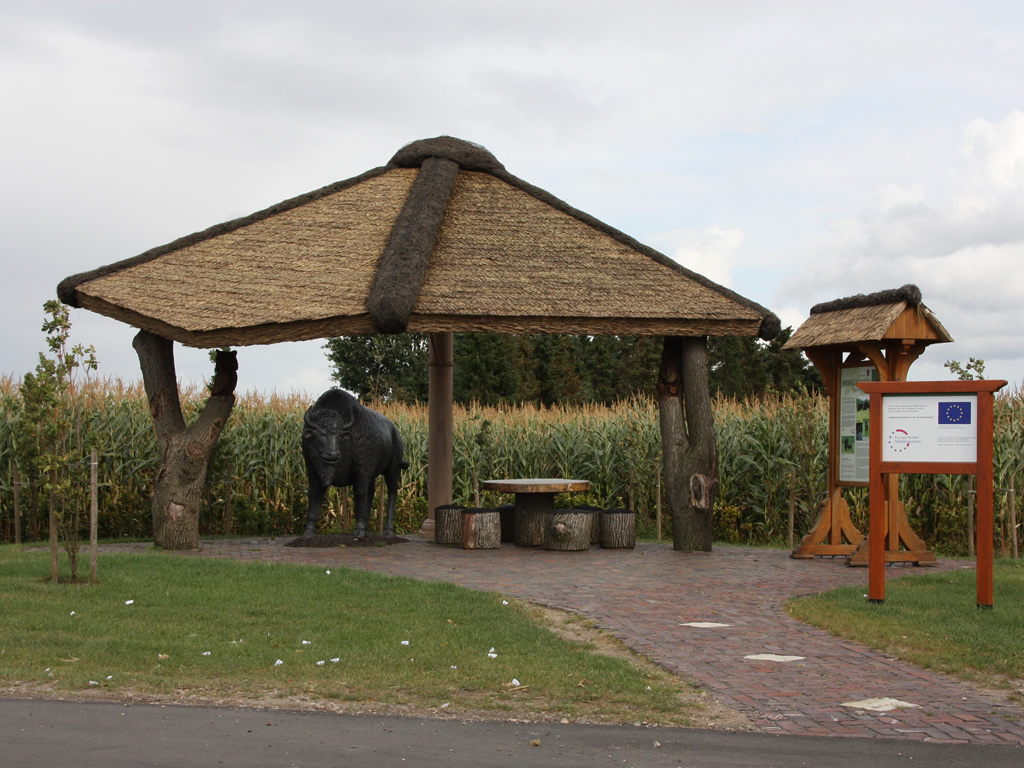
Wisentdenkmal

Am 22. Dezember 2005 begann in Neuvrees ein spektakuläres Naturschutzprojekt.
Im Rahmen einer Kooperation zwischen der Forstverwaltung der Arenberg-Meppen GmbH und dem NLWKN (Niedersächsischer Landesbetrieb für Wasserwirtschaft, Küsten- und Naturschutz) wurden 4 aus dem Wisentgehege Springe stammende Wisente (drei Kühe und ein Bulle) im Eleonorenwald zwischen Neuvrees und Vrees ausgewildert.
Doch Anfang 2009 scheiterte das Projekt und die auf mittlerweile 8 Wisente angewachsene Herde musste in die Döberitzer Heide in Brandenburg umziehen. Hintergrund war ein Streit mit dem Kreis Emsland und der Gemeinde Vrees, die das Gelände der Öffentlichkeit frei zugänglich machen wollten. Die Arenberg-Meppen GmbH hielt die Wildrinder jedoch für zu unberechenbar um das Gehege zu öffnen und kündigte daraufhin den Nutzungsvertrag.
Mittlerweile erinnert nur noch das 2008 errichtete Wisentdenkmal an der Feldstrasse an das Projekt.